# Мацерали
Мацерали (рос. мацералы, англ. macerals, нім. Mazerale n pl) — елементарні органічні мікрокомпоненти вугілля кам'яного, що розрізняються тільки під мікроскопом за характерними петрографічними ознаками: оптичними властивостями (колір, відбивна здатність, анізотропія, заломлення, їх показники), рельєфом, морфологією, розміром. На відміну від мінералів, М. не мають кристалічної будови та постійного хімічного складу. М. є залишками неповного розкладу відмерлих рослин під час генезису (торфо-, сапрогенезису) та наступної вуглефікації в процесі регіонального метаморфізму.

## Загальна інформація
Мікрокомпоненти кам'яного вугілля за генетичними і фізичними ознаками об'єднані в групи вітриніту, семівітриніту, фюзиніту, ліптиніту, альгініту, мікстиніту, мінеральних домішок. Основною характеристикою мікрокомпонентів є їх відбивна здатність і структура. Крім того, усі мікрокомпоненти відрізняються один від одного за фізичними і хімічними властивостями (густиною, хімічним складом, теплотою згоряння, спікливістю, виходом летких речовин та іншими показниками). Так, мікрокомпоненти групи вітриніту характеризуються підвищеним виходом летких речовин, а мікрокомпоненти групи фюзеніту — мінімальним. У коксівного вугілля мікрокомпоненти групи вітриніту добре спікаються, мікстиніт і семівітриніт злегка розм'якшуються, фюзиніт не спікається. Мікрокомпоненти останніх трьох груп поводять себе як піснувата домішка. Таким чином, однаково метаморфізоване вугілля, яке має різний петрографічний склад, суттєво відрізняється одне від одного за техноло-гічними властивостями.
Відмінності у властивостях мікрокомпонентів пов'язані як з ви-хідним матеріалом рослинних залишків, так і з умовами хімічного перетворення органічної речовини на торф'яній стадії, що визначає ступінь відновлення вугілля. У результаті метаморфізму хімічні й фізичні властивості мікрокомпонентів вугілля змінюються. Неоднаковість у первинному рослинному матеріалі, мікрокомпонентному складі, типах відновлення і у стадії метаморфізму обумовили велике різноманіття вугілля в родовищах.

## Властивості
Хім. склад, фізичні та технологічні властивості М. змінюються в залежності від ступеня вуглефікації зі збереженням природи рослинного матеріалу та змін у процесі генезису.
Розрізняють такі групи М.: гумініт Н (у бурому м'якому вугіллі), вітриніт Vt (у бурому щільному, кам'яному вугіллі та антрациті), семивітриніт Sv, інертиніт І (фюзенізовані компоненти), ліптиніт L. М., як правило, визначають за двома показниками оптичних властивостей: відбивною здатністю (ІСО 7404.4.78) та анізотропією відбивання (ГОСТ 12113–94).
У порівнянні з М. гр. вітриніту ліптиніт має нижчі значення показників відбивання та анізотропії відбивання (в кам'яному вуг. високого ступеня вуглефікації Rr 1,60–2,50 %, показники відбивання М. гр. Vt i L близькі і візуально під мікроскопом не розрізняються). Інертиніт та семивітриніт мають більш високі значення показників відбивання в порівнянні з вітринітом, вони ізотропні або слабко анізотропні. Існує декілька класифікацій М., побудованих за оптичними властивостями та різною мірою деталізації виділень М. морфологією, розміром, ступенем збереженості структури залишків рослинного матеріалу, за гістологічною та систематичною приналежністю М.
Як правило, М. визначають у відбитому світлі (за стандартними методиками), рідше — у прохідному світлі, із застосуванням окиснювального або йонного травлення, методами флуоресцентної та електронної мікроскопії.
Стандартні методи включають також визначення мінеральних домішок. Інші властивості М. визначаються безпосередньо у вугіллі (показники заломлення, мікротвердість, крихкість) і за аналізами концентратів М., виділених вручну з крупних грудок вугілля, або з тонкоподрібненого вугілля шляхом мацерації чи за питомою вагою.
Серед мацералів максимальний електроопір має вітриніт, мінімальний — фюзиніт.
Таблиця – Класифікація мікрокомпонентів (мацералів) кам'яного вугілля України
| Групи мікрокомпонентів | Групи мікрокомпонентів | Групи мікрокомпонентів  | Мікрокомпоненти |
| Назва                  | Позначення             | Назва                   | Позначення      |
| Вітриніт               | Vt                     | Колініт                 | Vt1             |
| Вітриніт               | Vt                     | Телініт                 | Vt2             |
| Семівітриніт           | Sv                     | Семіколініт             | Sv1             |
| Семівітриніт           | Sv                     | Семітелініт             | Sv2             |
| Фюзиніт                | F                      | Семифюзиніт             | F1              |
| Фюзиніт                | F                      | Мікриніт                | F2              |
| Фюзиніт                | F                      | Фюзиніт                 | F3              |
| Фюзиніт                | F                      | Склеротиніт             | F4              |
| Ліптиніт (екзиніт)     | L                      | Спориніт                | L1              |
| Ліптиніт (екзиніт)     | L                      | Кутиніт                 | L2              |
| Ліптиніт (екзиніт)     | L                      | Резиніт                 | L3              |
| Альгініт               | Alg                    | Кальгініт               | Alg1            |
| Альгініт               | Alg                    | Телальгініт             | Alg2            |
| Мікстиніт              | М                      | Мікстиніт               | М               |
| Мінеральні домішки     | МІ                     | Глиниста речовина       | МІ1             |
| Мінеральні домішки     | МІ                     | Сульфіди заліза         | МІ2             |
| Мінеральні домішки     | МІ                     | Карбонати               | МІ3             |
| Мінеральні домішки     | МІ                     | Кварц                   | МІ4             |
| Мінеральні домішки     | МІ                     | Інші мінеральні домішки | МІ5             |

Таблиця  – Зведені дані про мацерали кам'яного вугілля
| Група мацералів    | Мацерал                                                          | Субмацерал                                                                                                | Різновид мацералу                                                            |
| Вітриніт           | Телініт Колініт Вітродетриніт                                    | Телініт 1 Телініт 2 Телоколініт Гелоколініт Десмоколініт Корпоколініт                                     | Кордаїтотелініт Фунготелініт Ксилотелініт Лепідофітотелініт Сігіляріотелініт |
| Екзиніт (ліптиніт) | Спориніт Кутиніт Резиніт Альгініт Ліптодетриніт Субериніт\|      | Теньюспориніт Крассиспориніт Мікроспориніт Макроспориніт (мегаспориніт) Pita-альгініт Reinschia– альгініт |                                                                              |
| Інертиніт          | Фюзиніт Семифюзиніт Макриніт Інертодетриніт Мікриніт Склеротиніт | Пірофюзиніт Деградофюзиніт Фунгосклеротиніт                                                               | Плектенхімініт Корпосклеротиніт Псевдокорпосклеротиніт                       |